# 西班牙飲食

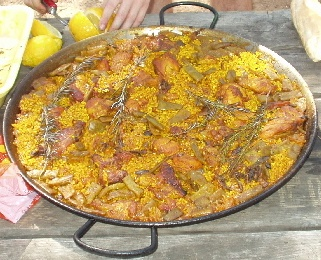
西班牙大鍋飯

西班牙菜包含許多菜系，根據不同地區的文化、歷史或氣候而改變。西班牙菜包含許多海鮮，例如西班牙海鮮燉飯，也是地中海飲食的其中之一。

## 歷史
上古時代的西班牙，主要是種植橄欖樹和葡萄，以製造橄欖油和葡萄酒。當時主要市場是古希臘。至古羅馬時代，古羅馬人又引進了蘑菇至西班牙。
在中世紀，由於伊比利亞半島被穆斯林征服，一些中東普及的食材亦帶進至西班牙，比如米、菠菜和杏仁。著名的西班牙海鮮燉飯正是在此期間面世。
在大航海時代，隨著美洲新大陸的發現，西班牙人大量引進原產自美洲的植物，包括番茄、馬鈴薯、辣椒、可可等等。其中番茄、馬鈴薯被栽種於西班牙，再傳至歐洲各國。而原來菜肴中，亦多加上了番茄和馬鈴薯，比如西班牙冷湯。
在此段期間，西班牙人更把可可磨成粉，從中加入水和糖，在加熱後被製成「巧克力」。

## 特色菜肴
西班牙的飲食文化，是按著西班牙的地理環境，而有所不同。一般沿海地區，多加入海鮮。
但一般來說，橄欖油是各地菜肴中必不可少。

### 安達魯西亞
位於西班牙南部，當地菜肴在整個西班牙中，使用橄欖油最多。其中最著名的是西班牙冷湯，是用麵包、鹽、橄欖油、大蒜、醋烹調而成。
其他菜肴如下：
- 燉牛尾
- 油炸鱈魚
- 塞拉諾火腿
- 雪利白蘭地

### 亞拉岡
亞拉岡屬內陸山脈，多為鄉村地區。由於多山，牧羊是最主要產業之一。其中最著名的是烤羊肉，以大蒜、鹽作佐料。

### 阿斯圖里亞斯
- 阿斯圖里亞斯燜豆

### 巴斯克
- 畢爾包鱈魚

### 巴利亞利群島
- 蛋黃醬
- 辣肉腸
- 烤乳豬

### 卡斯提爾-拉曼查
- 凍湯餅
- 曼徹格芝士

## 圖片

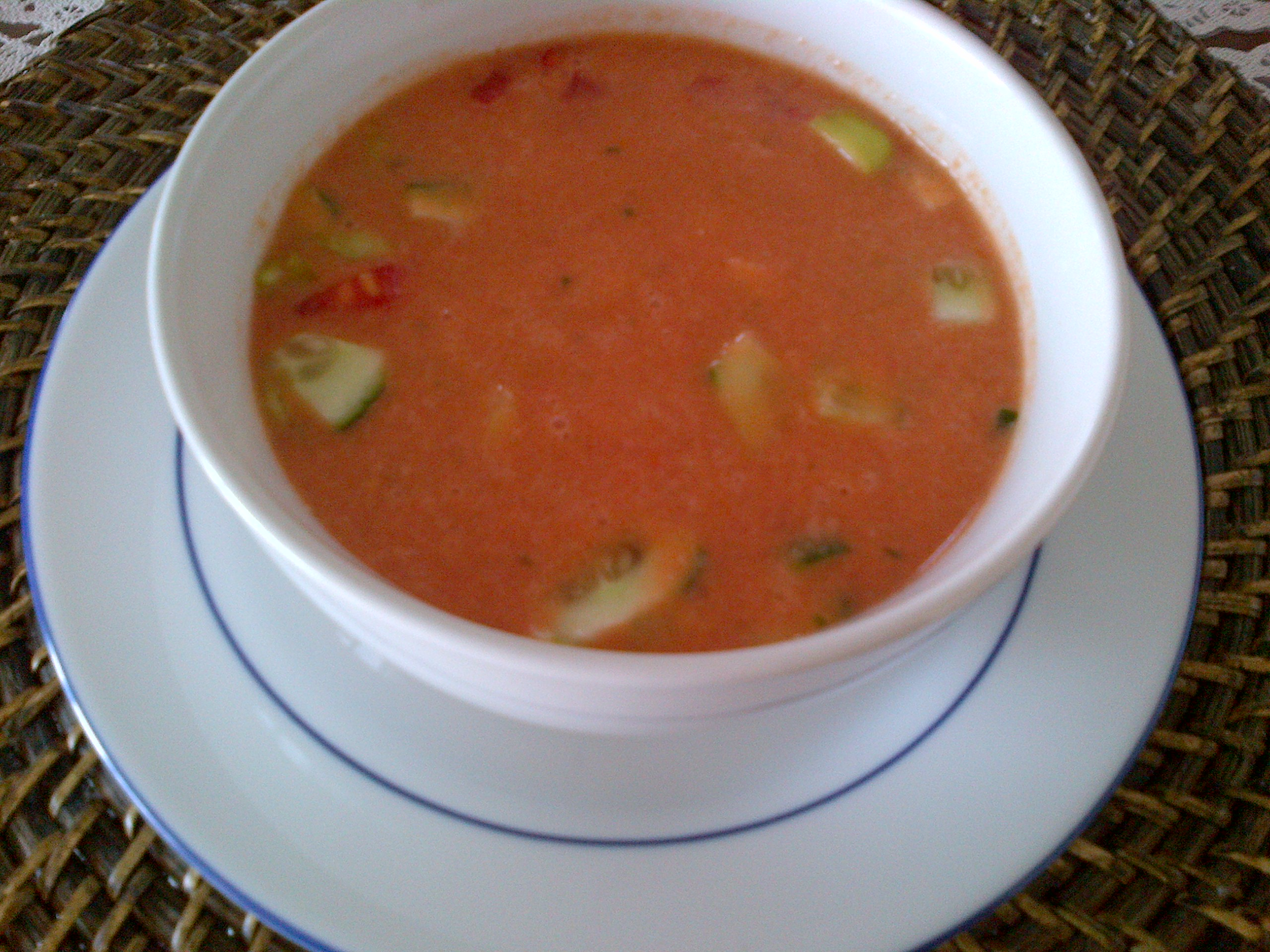
西班牙冷湯
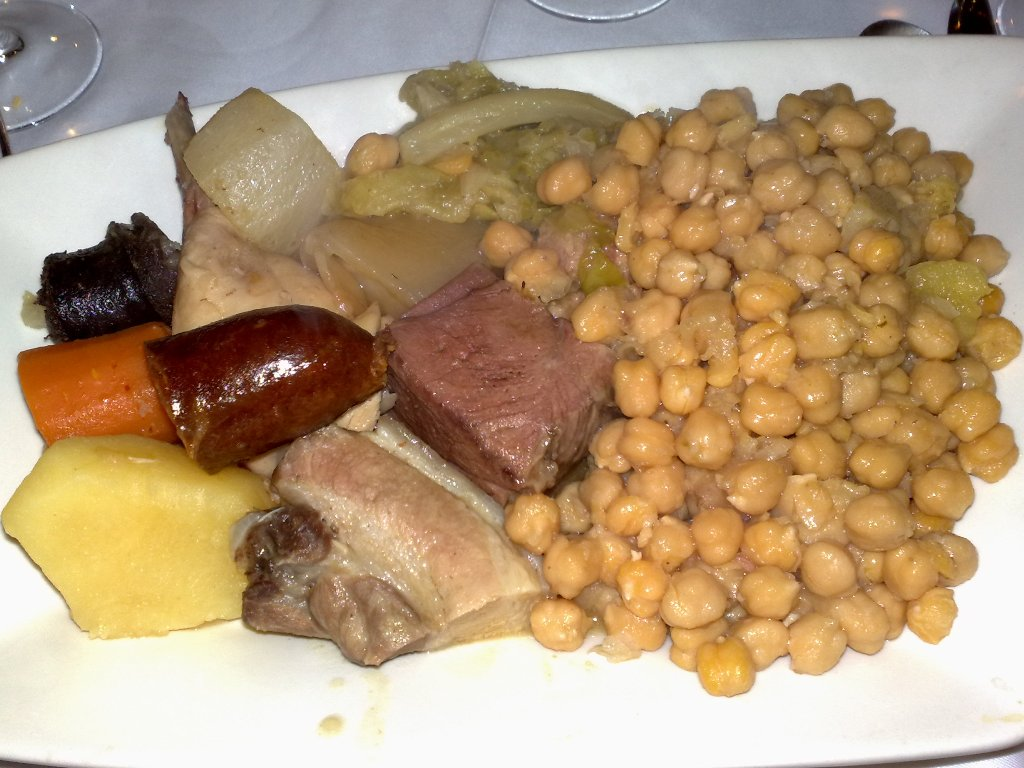
燉豆鍋
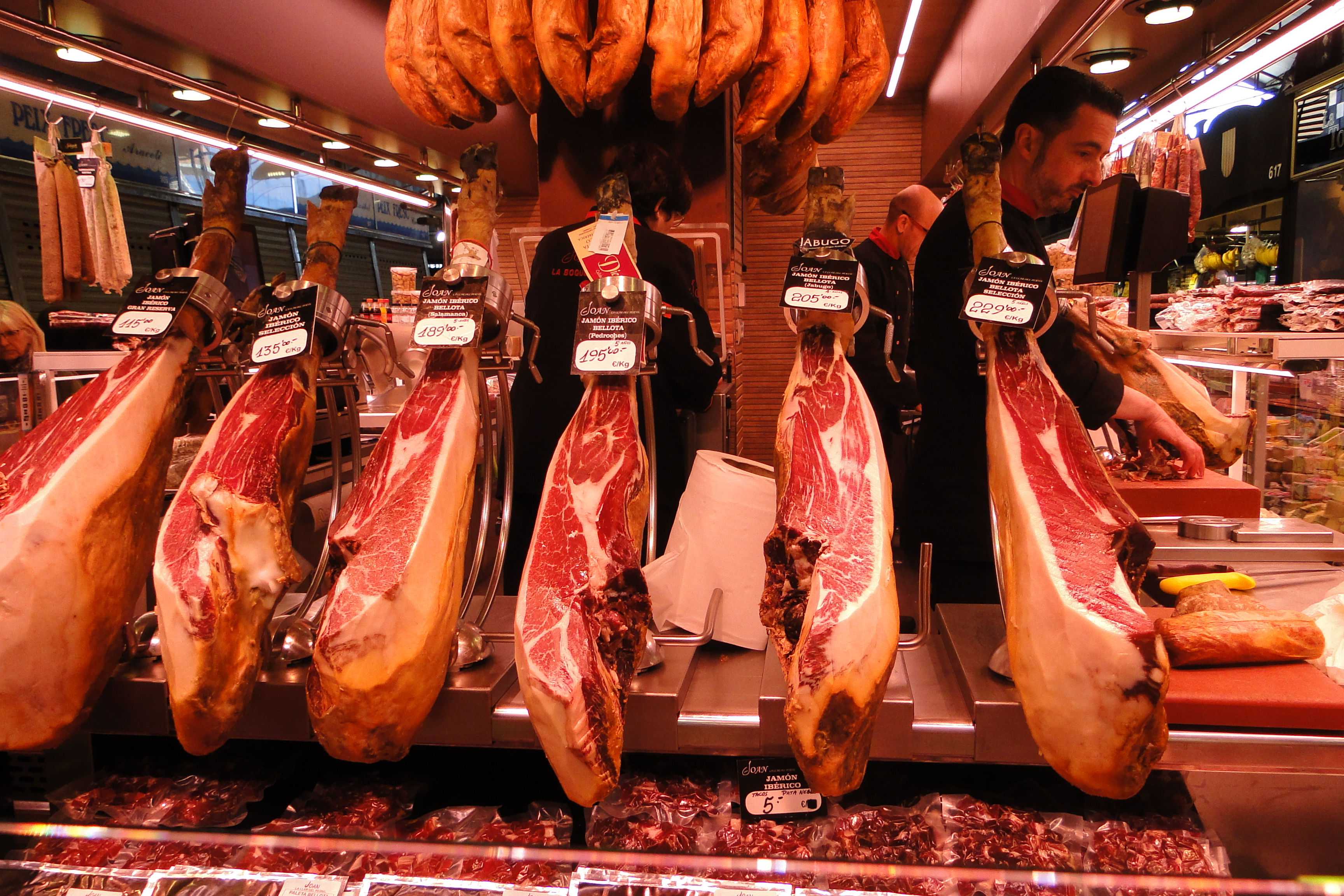
西班牙火腿
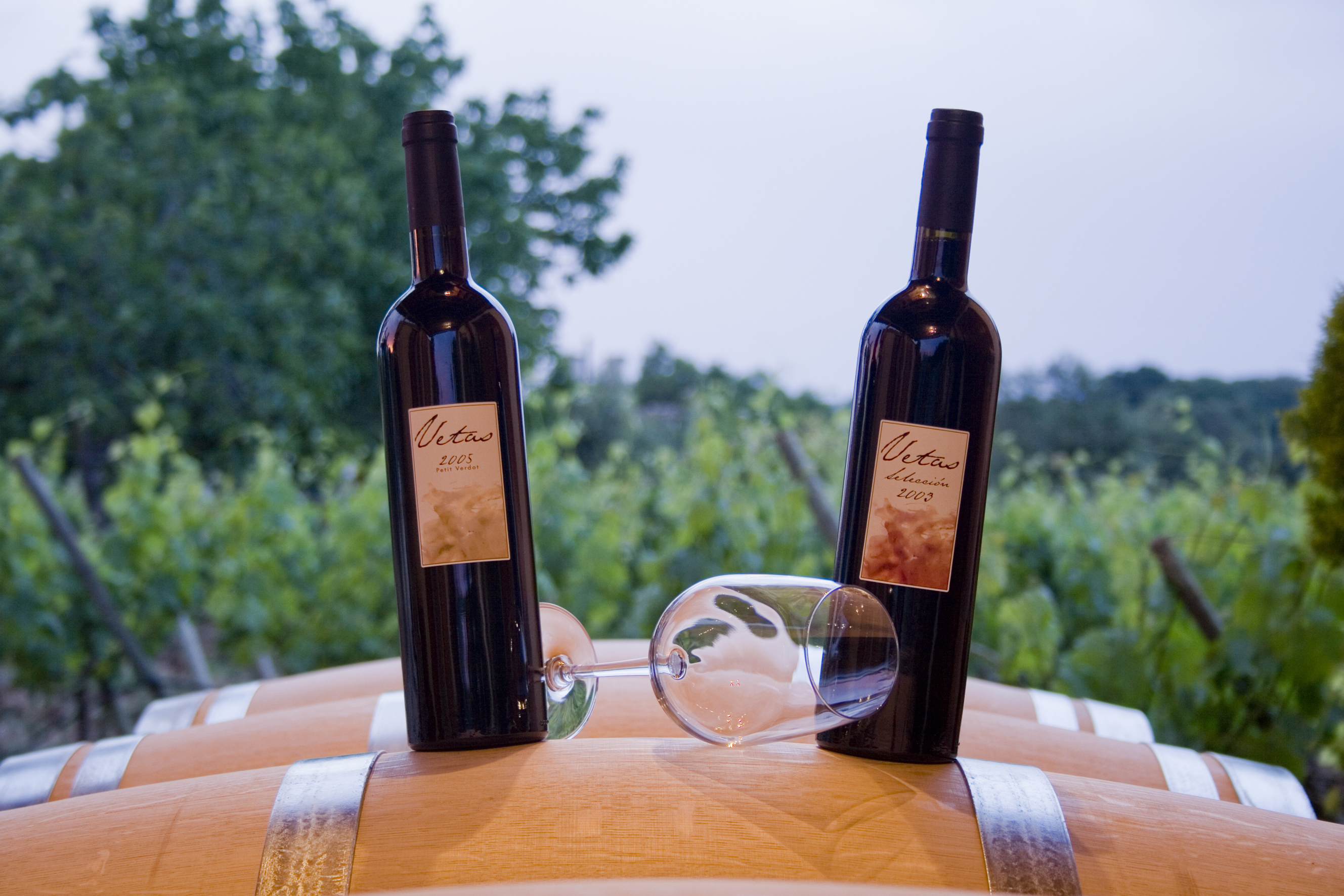
西班牙餐酒